# 熊本市立芳野中学校
熊本市立芳野中学校（くまもとしりつ よしのちゅうがっこう）は、熊本県熊本市西区河内町野出にある公立中学校。6・3制実施により設立された。市町村合併・編入により熊本市立中学校となる。2019年4月より熊本市立芳野小学校と連携型小中一貫教育を行っている。

## 沿革
- 1947年（昭和22年） - 飽託郡芳野村立芳野中学校設立
- 1956年（昭和31年） - 飽託郡河内芳野村立芳野中学校と改称
- 1971年（昭和46年） - 飽託郡河内町立芳野中学校と改称
- 1991年（平成3年） - 熊本市立芳野中学校と改称

## 歴代校長
- 1947年（昭和22年） - 初代校長
- - 第  代校長 山本勝也
- 2006年（平成18年） - 第 代校長 藤本康
- 2009年 (平成21年)   - 第 代校長 竹下
- 2012年 (平成24年)    - 第 代校長 竹田
- 2021年 (令和3年)     - 第 代校長 平木美和
- 2023年 (令和5年)    - 第 代校長 武藤敦子

## 委員会
- 生徒会執行部
- 文化委員会
- 保健委員会
- 代議委員会
- 環境委員会

## クラブ活動

### 運動部
- 軟式野球部 (2021年7月から休部状態)
- 陸上部
- バスケットボール部(休部状態)
- 卓球部

## 学校周辺
- 熊本市立芳野小学校
- 西区役所河内総合出張所芳野分室
- 芳野診療所